# 大山恭弘
大山 恭弘（おおやま やすひろ、1956年6月30日 - ） は、日本の制御工学者。東京工科大学学長。

## 人物・経歴
埼玉県生まれ。1980年東京工業大学工学部制御工学科卒業。1985年東京工業大学大学院理工学研究科制御工学専攻修了、工学博士。大学の研究室ではラジコンのヘリコプターの研究をしていたが、指導教官がロボット企業との共同研究を行いロボット製作のための子会社を設立したため、ディーケーラボラトリ取締役に就任。1987年武蔵工業大学制御工学科計算機応用非常勤講師。1991年東京工科大学工学部機械制御工学科専任講師。1996年東京工科大学工学部機械制御工学科助教授。1999年イリノイ大学客員研究員。2001年東京工科大学大学院工学研究科システム電子工学専攻教授。2015年東京工科大学工学部長。2019年東京工科大学副学長。2020年軽部征夫学長の急逝を受け東京工科大学学長に就任。

## 受賞
- 電気学会産業応用部門活動功労賞 2004年[6]
- 電気学会産業応用部門活動功労賞 2010年[7]
- IEEE 3rd International Conference on Human System Interaction The Best Paper Award 2011年[4]